# Corrhenes funebris
Corrhenes funebris är en skalbaggsart som beskrevs av Stefan von Breuning 1938. Corrhenes funebris ingår i släktet Corrhenes och familjen långhorningar. Inga underarter finns listade i Catalogue of Life.